# Escut de Figaró-Montmany
L'escut oficial de Figaró-Montmany té el següent blasonament:
Escut caironat: de sinople, un peix d'or posat en pal. Per timbre una corona mural de poble.

## Història
Va ser aprovat el 13 de desembre del 1994 i publicat al DOGC el 30 del mateix mes amb el número 1991.